# Pyrausta bostralis
Pyrausta bostralis là một loài bướm đêm trong họ Crambidae.